# فرودگاه اومپلبی رنچ
فرودگاه اومپلبی رنچ (به انگلیسی: Umpleby Ranch Airport)  یک فرودگاه خصوصی   است که یک باند فرود چمن دارد و طول باند آن ۸۰۴ متر است. این فرودگاه در  کشور ایالات متحده آمریکا قرار دارد و در ارتفاع ۱۰۳۹ متری از سطح دریا واقع شده است.